# Sarajevo (kanton)
Kanton Sarajevo je jeden z deseti kantonů Federace Bosny a Hercegoviny v Bosně a Hercegovině. Leží zhruba uprostřed země. Zahrnuje hlavní město Sarajevo a jeho metropolitní oblast.
Název kantonu neodpovídá jazykovým zvyklostem bosenského jazyka a je doslovným překladem z angličtiny (v té byla sepsána Washingtonská dohoda z roku 1994, na jejímž základě vznikla Federace BaH). Správný název by měl znít Sarajevský kanton (Sarajevski kanton), v tomto tvaru se ale nepoužívá.

## Charakter kantonu
Kanton Sarajevo leží zhruba v údolí řeky Bosny, mezi masivy Bjelašnica, Ozren a Jahorina. Právě díky dvousettisícovému hlavnímu městu je Kanton Sarajevo nejbohatším v zemi, je zde soustředěno nejvíce odvětví průmyslu a závodů v celé zemi, včetně Coca-Coly nebo Škody. V údolí řeky Bosny směrem ze Sarajeva na Zenici se táhne průmyslová zóna. Ta je spojena se zbytkem světa moderní dálnicí (asi 30km úsek), která je poté vystřídána na bosenské poměry celkem kvalitní silnicí. Kromě této jediné dálnice v zemi je zde také elektrifikovaná zelezniční trať vedoucí ze Sarajeva do Zenici a ze Sarajeva do Mostaru a vedlejší neelektrifikovaná trať do Vareše.

## Obyvatelstvo
Kanton Sarajevo zahrnuje Sarajevo a jeho metropolitní oblast. Protože je město největší v Bosně a Hercegovině, je také jedním z nejlidnatějších kantonů Bosny a Hercegoviny. Podle sčítání lidu z roku 2013 je celková populace kantonu Sarajevo 413 593. 84 % populace jsou Bosňáci, 4,2 % Chorvati a 3,2 % Srbové.
Hustota zalidnění kantonu Sarajevo je asi 350 lidí na km2. 15,8 % populace kantonu jsou mladí lidé do 14 let, 67,8 % je ve věku 15 až 64 let a asi 16,4 % je starších 65 let.
Z devíti obcí má největší počet obyvatel Novi Grad s přibližně 125 626 obyvateli a nejméně obyvatel Trnovo, které má pouhých 2 850 obyvatel.
∗ Sčítání 1961–1981

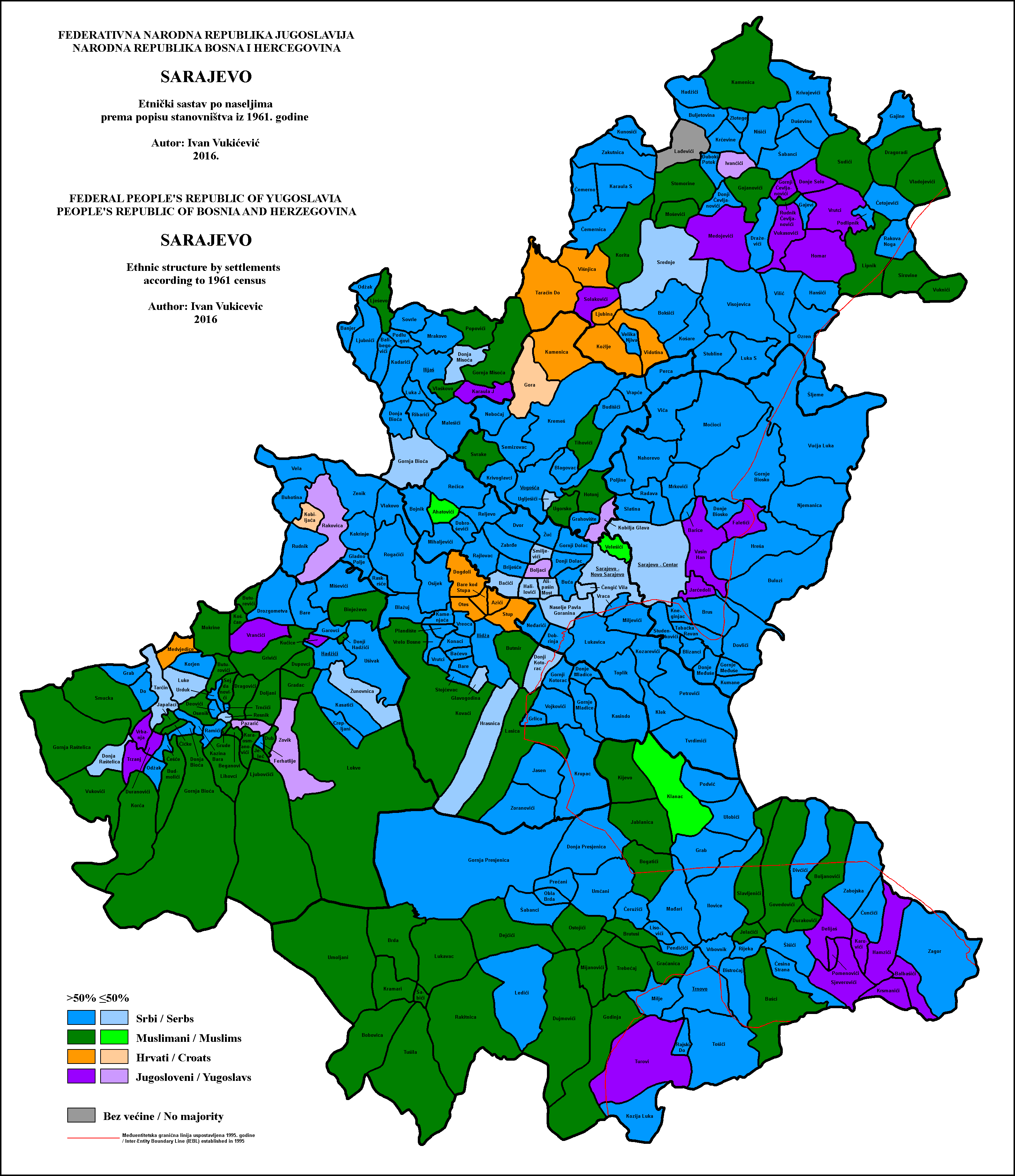
Etnická struktura Sarajeva podle sídel 1961
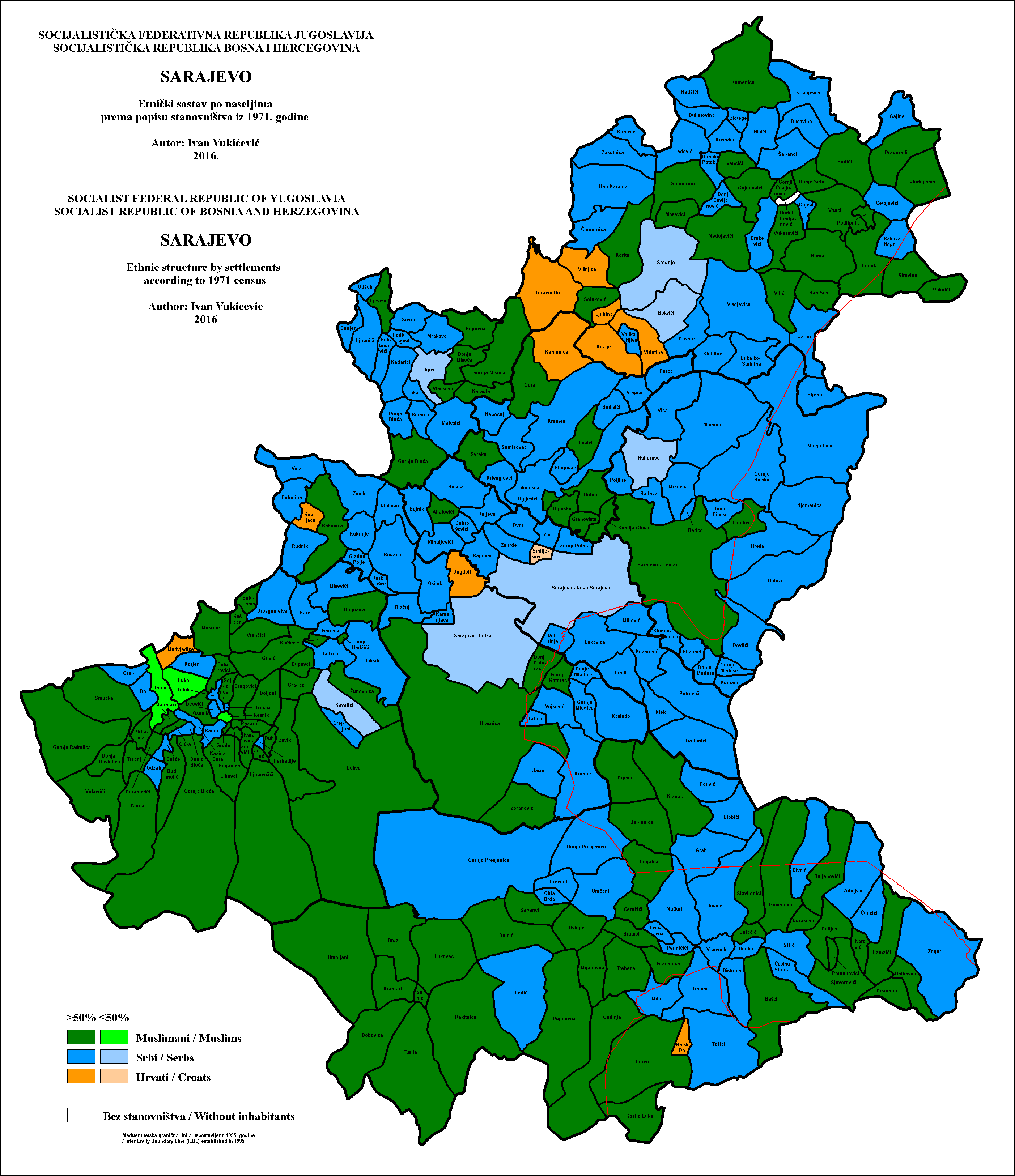
Etnická struktura Sarajeva podle sídel 1971
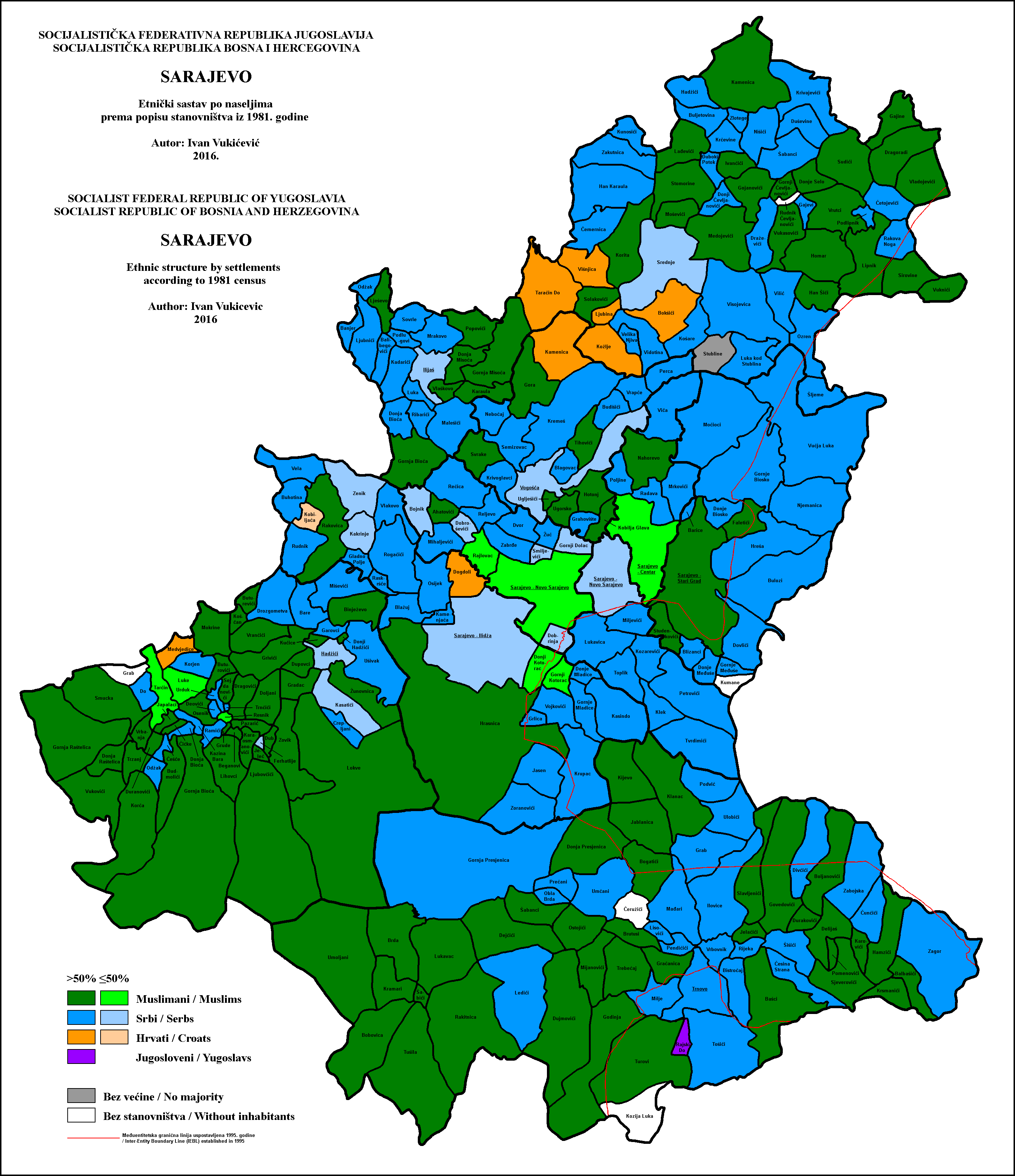
Etnická struktura Sarajeva podle sídel 1981

∗ Sčítání  1991

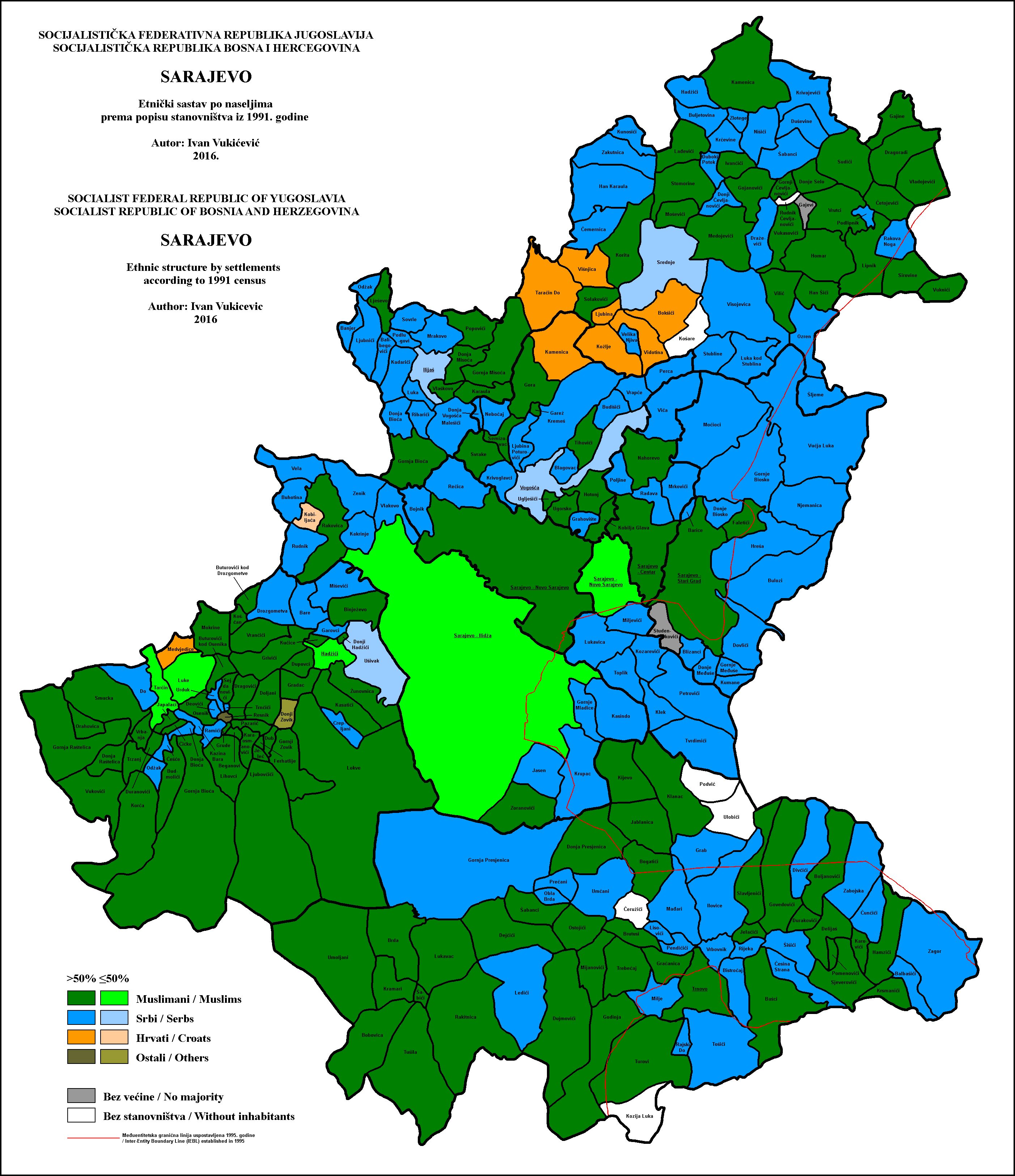
Etnická struktura Sarajeva podle sídel 1991
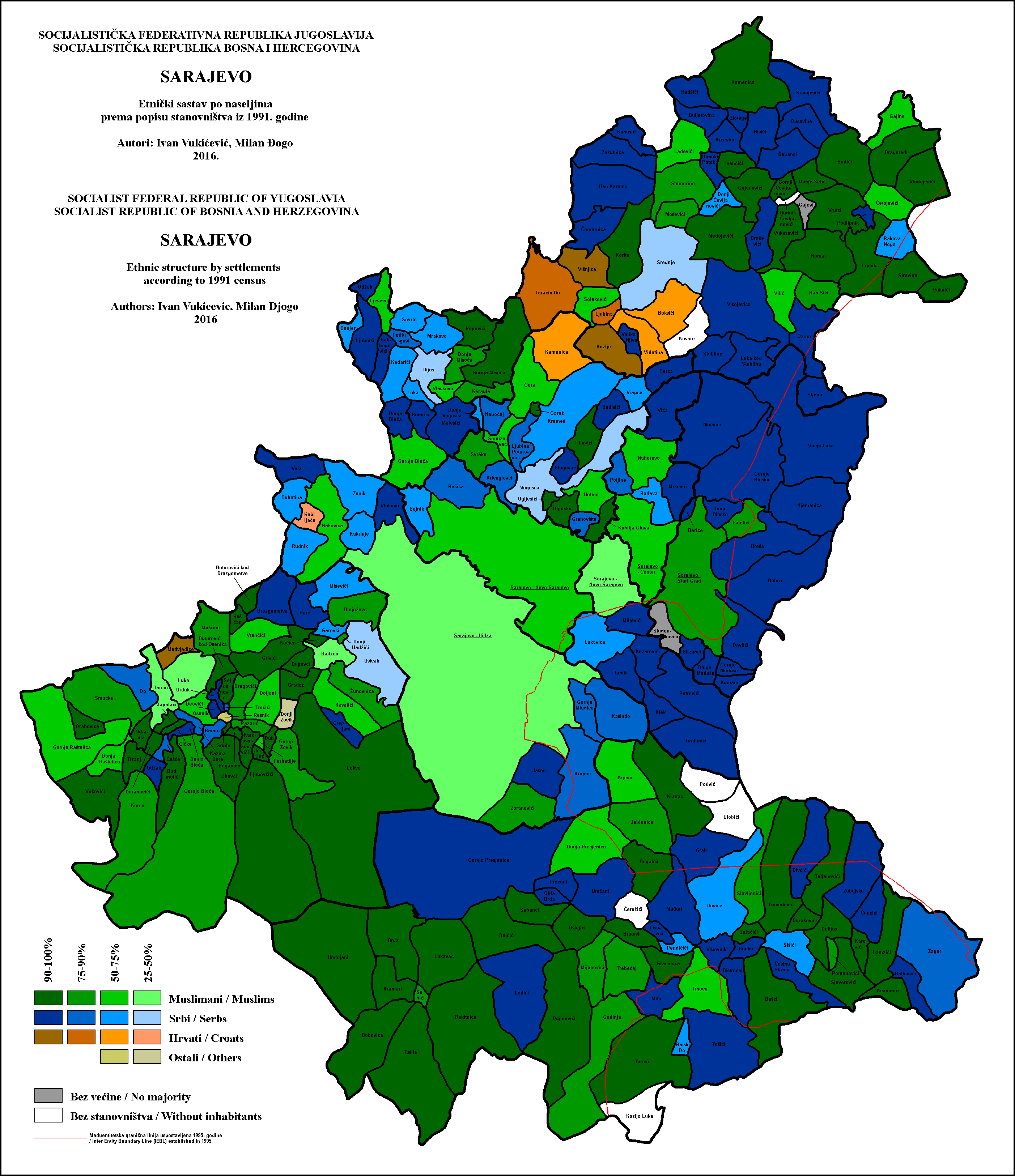
Etnická struktura Sarajeva podle sídel 1991
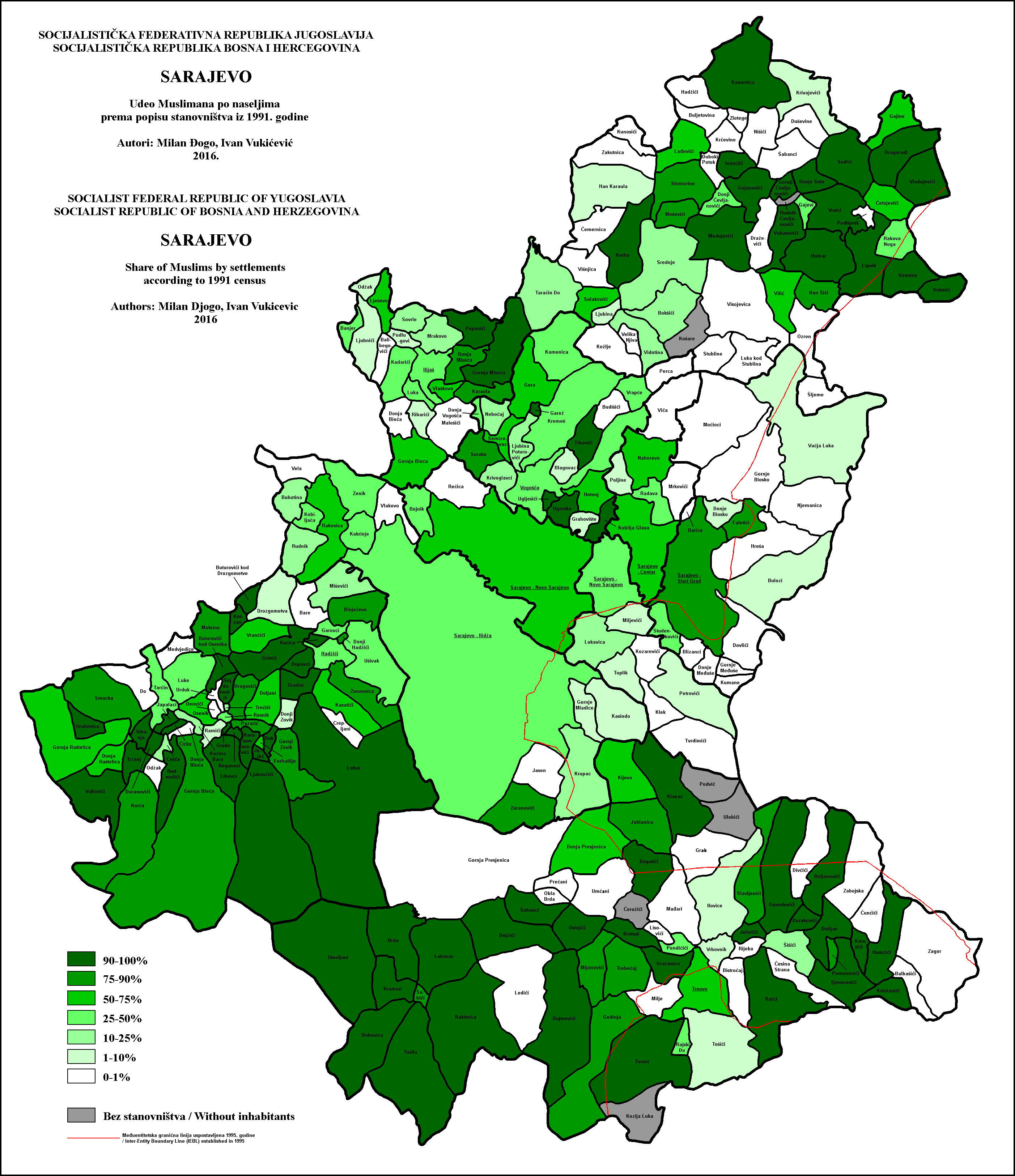
Podíl Muslimů v Sarajevu podle osídlení 1991
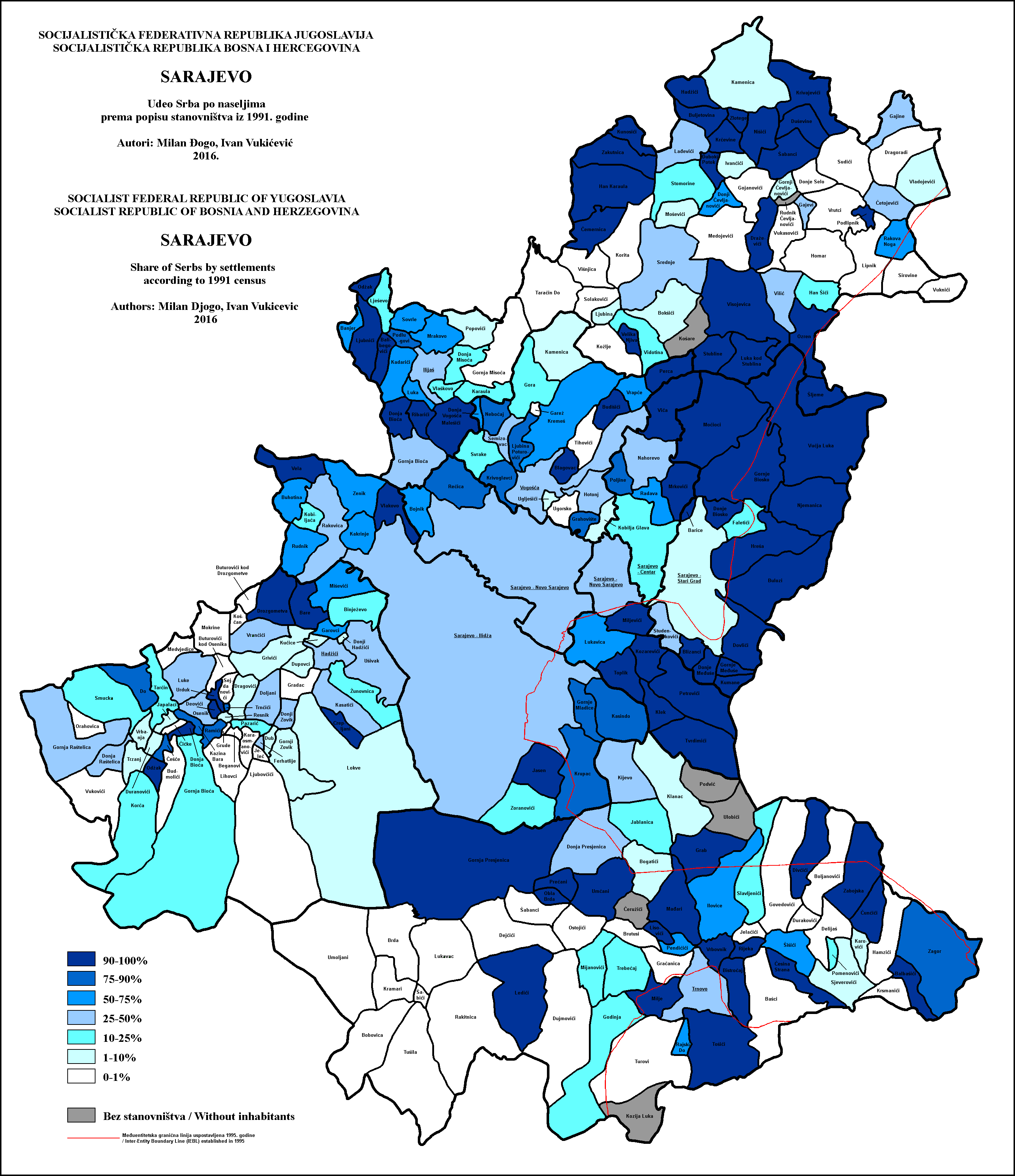
Podíl Srbů v Sarajevu podle osídlení 1991
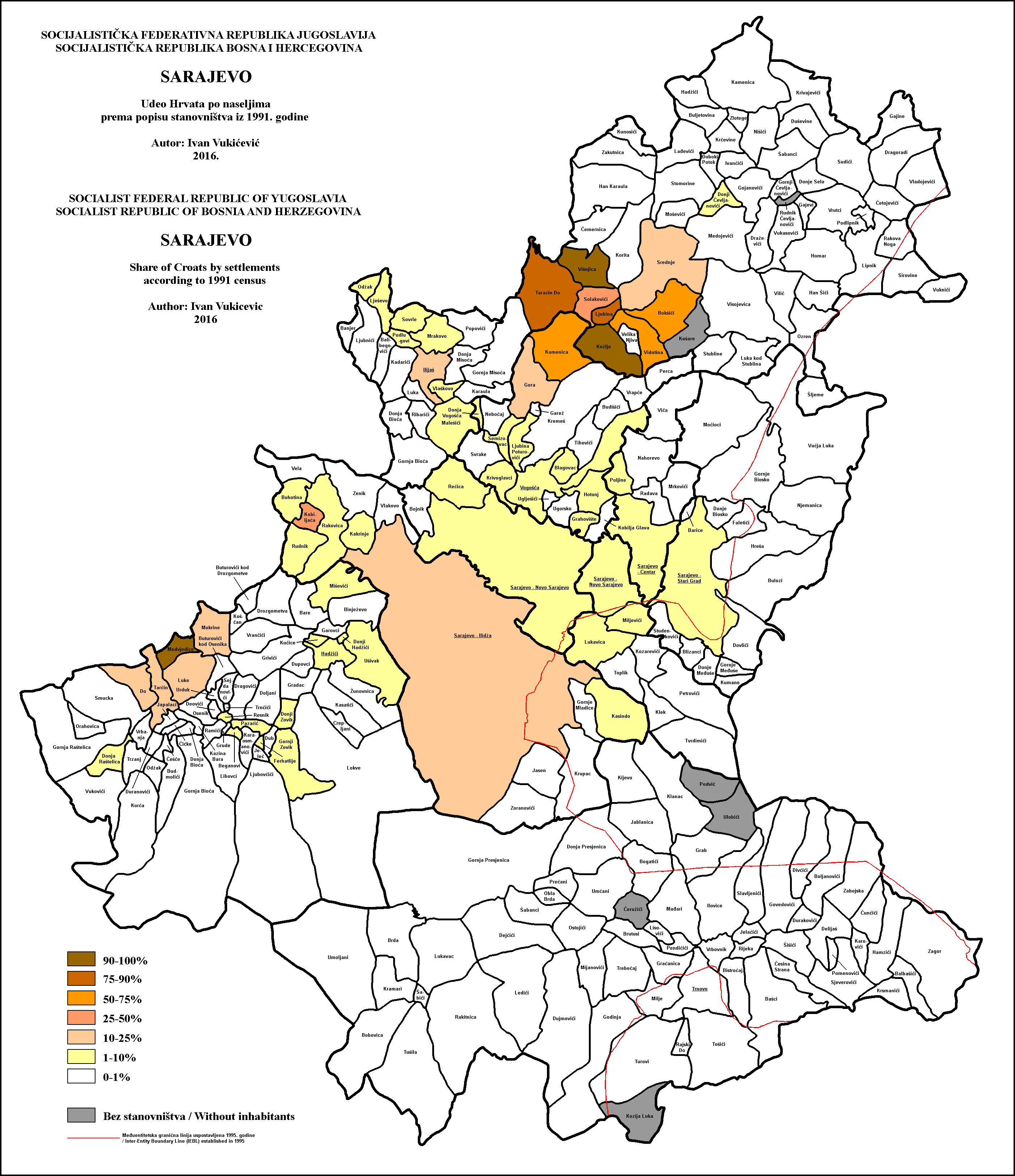
Podíl Chorvatů v Sarajevu podle osídlení 1991

∗ Sčítání 2013

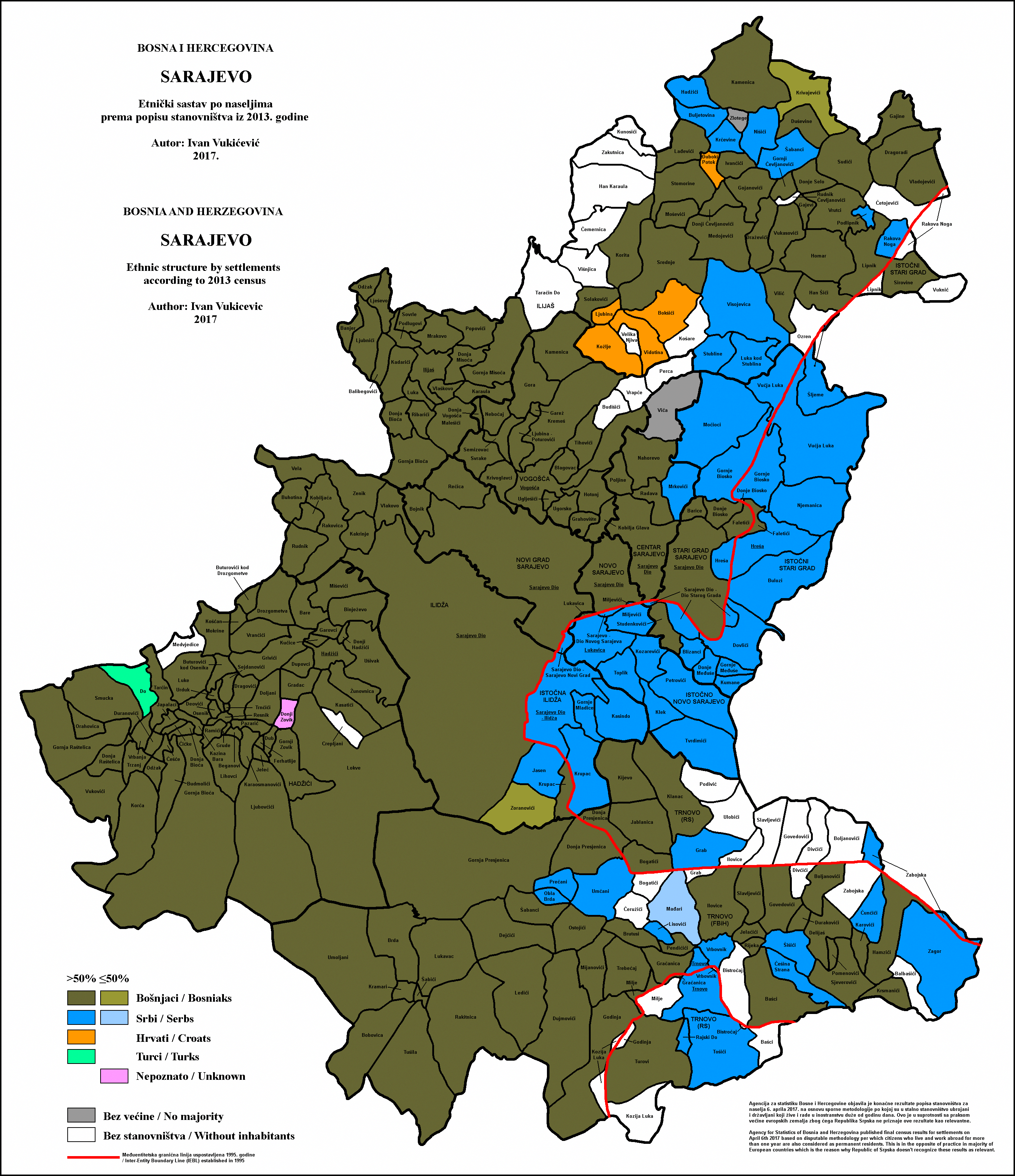
Etnická struktura Sarajeva podle sídel 2013
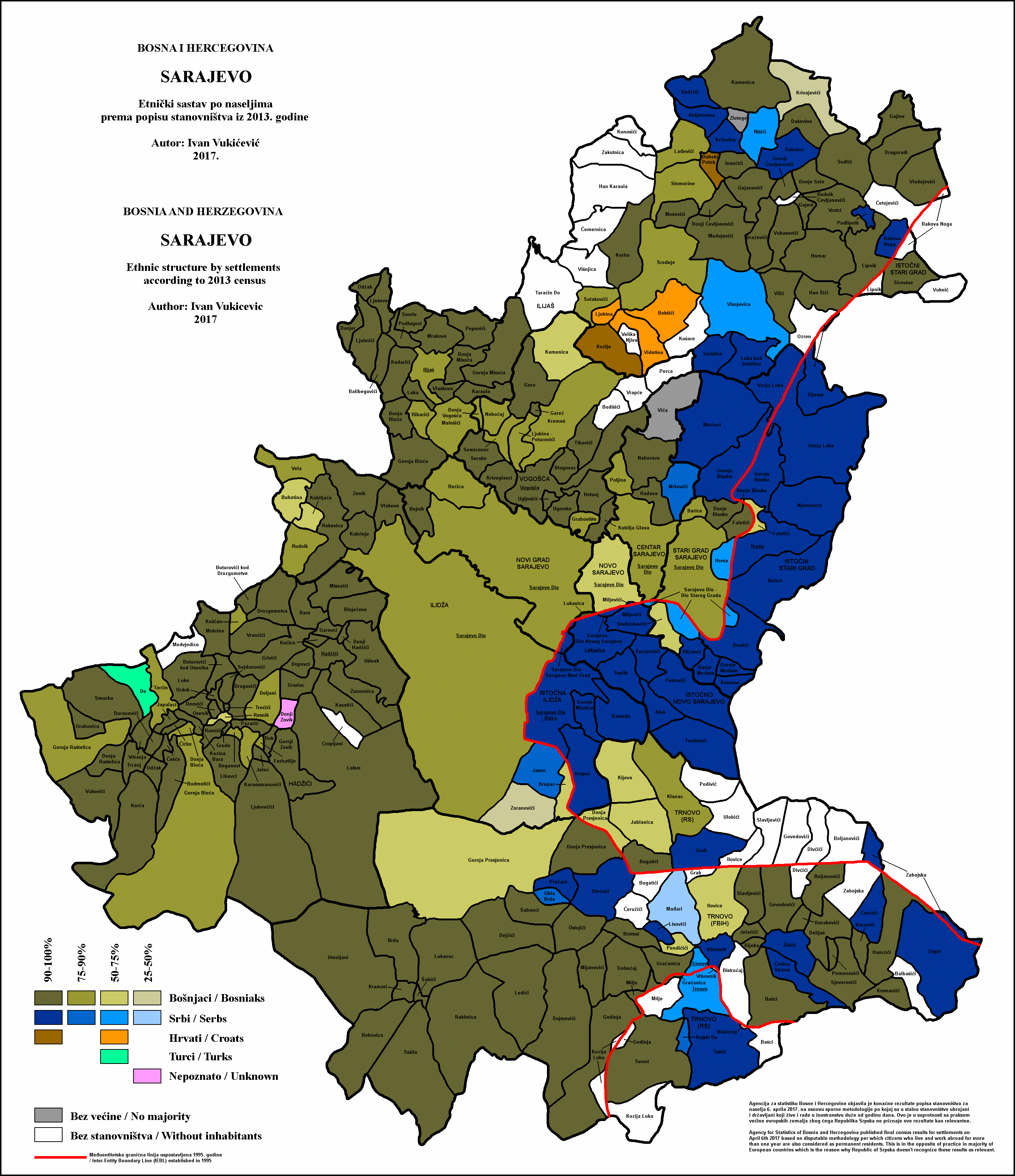
Etnická struktura Sarajeva podle sídel 2013
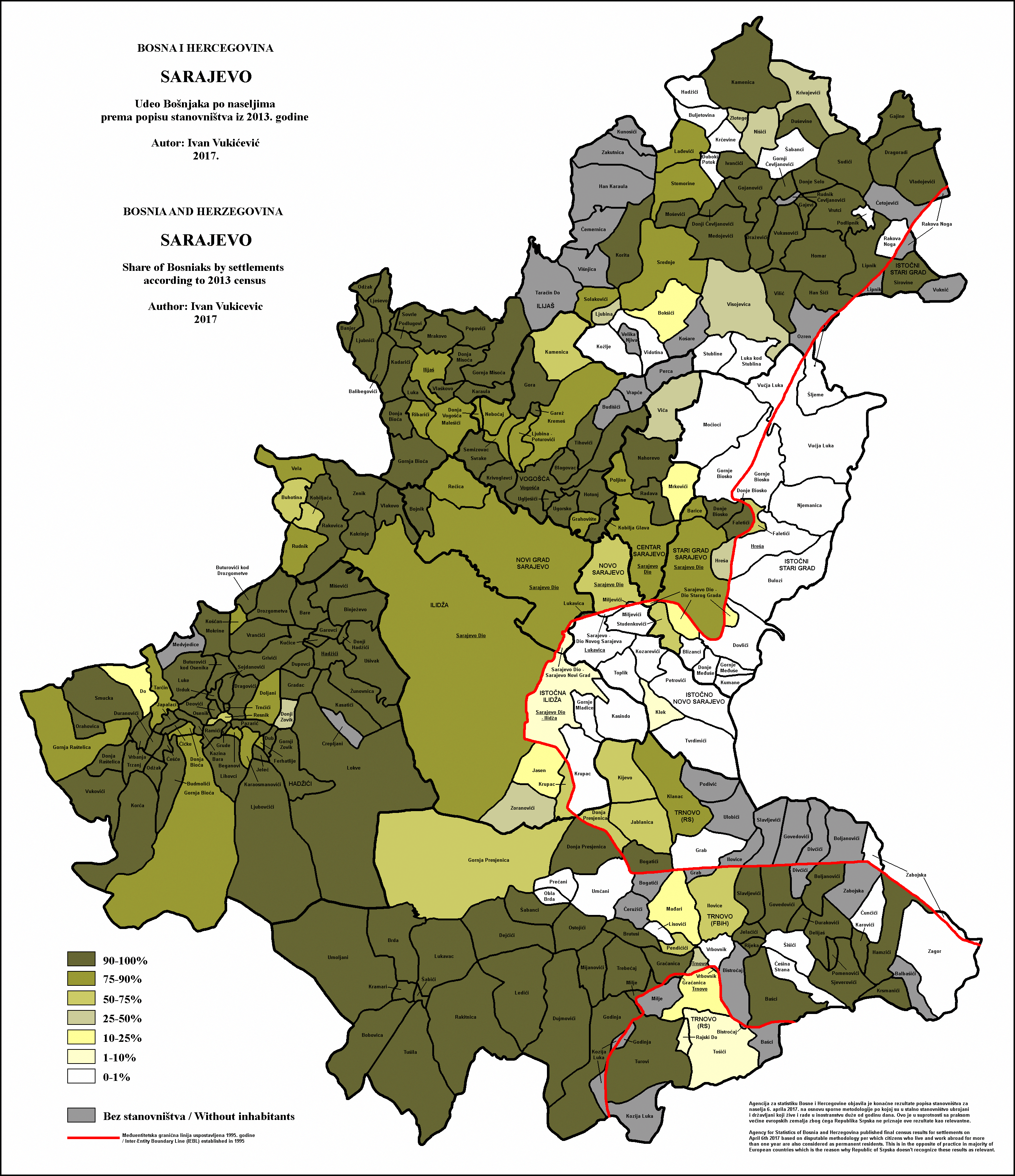
Podíl Bosňáků v Sarajevu podle osídlení 2013
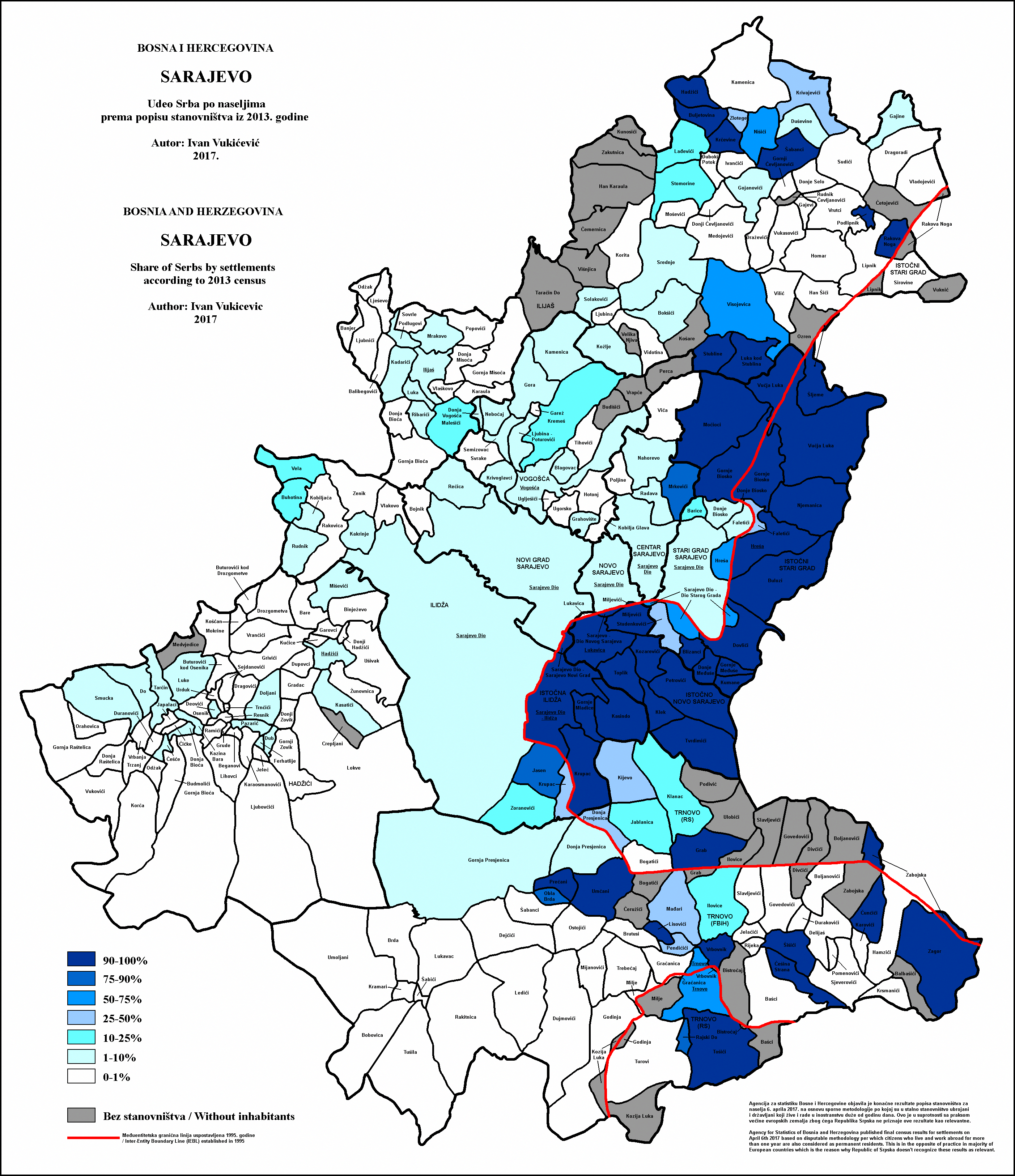
Podíl Srbů v Sarajevu podle osídlení 2013
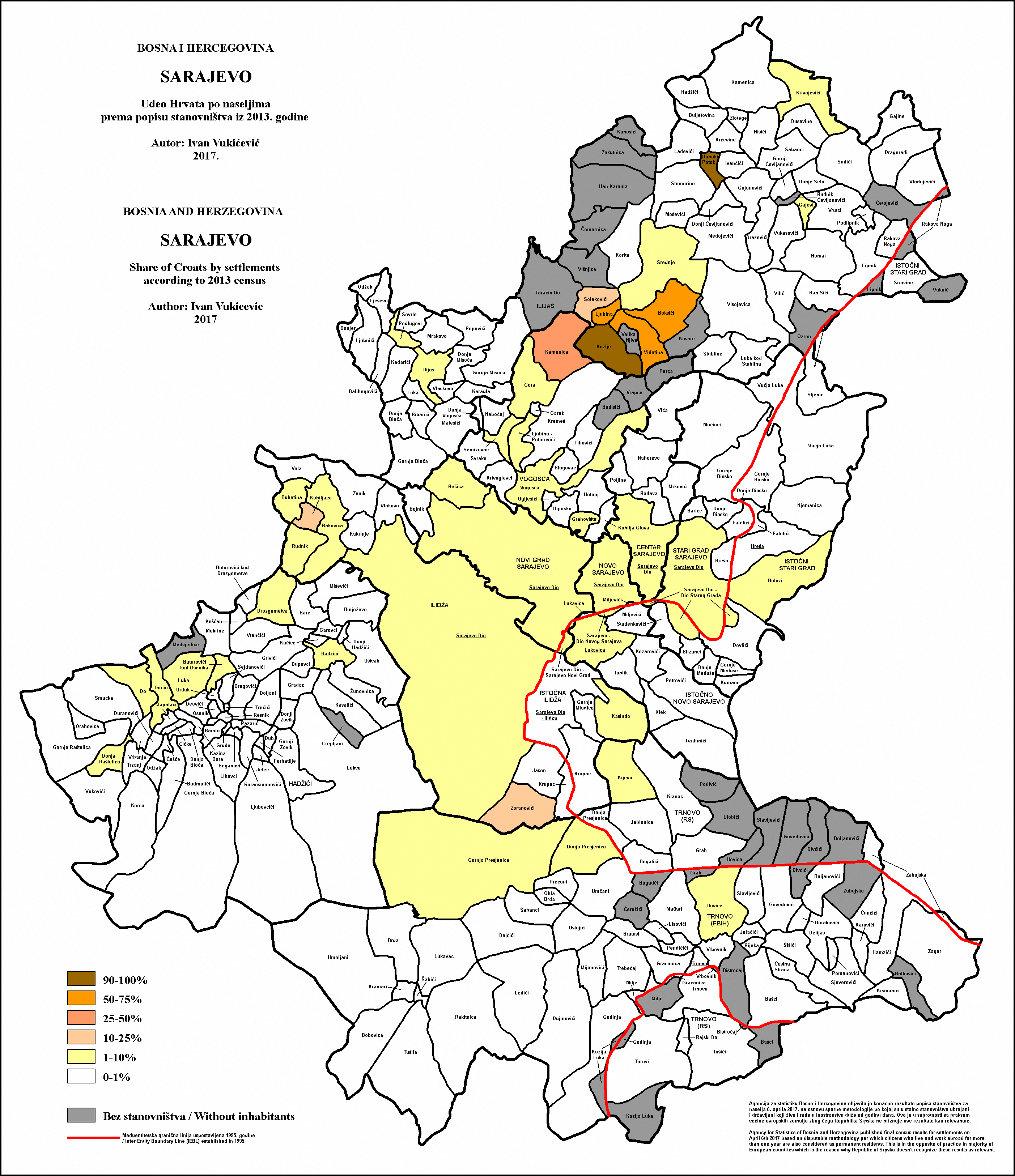
Podíl Chorvatů v Sarajevu podle osídlení 2013